# Eric Rudolph
Eric Robert Rudolph (* 19. September 1966 in Merritt Island, Florida) wurde bekannt als Bombenleger und Attentäter des Bombenanschlags bei den Olympischen Spielen 1996 in Atlanta.

## Persönlicher Hintergrund
Rudolph wuchs in einer römisch-katholischen Familie auf.
Als er 15 Jahre alt war, verlor er seinen Vater. Die Mutter zog daraufhin mit der Familie nach North Carolina.
Als Jugendlicher leugnete Eric Rudolph den Holocaust. Er galt als Anhänger des Survivalismus, einer Ideologie, die an den unmittelbar bevorstehenden Zusammenbruch der bestehenden Ordnung glaubte, der mit einem Kampf aller gegen alle sowie gegen die Naturgewalten verbunden sei. Überlebenstraining spielte in seinem Leben eine große Rolle.
Nachdem er eine Zeit als Zimmermann gearbeitet hatte, absolvierte er 1987 ein Trainingsprogramm der United States Army. 1989 wurde er aus der Armee entlassen, da man bei ihm Marihuana gefunden hatte.

## Bombenanschläge

### Attentat auf die Olympischen Spiele in Atlanta
Am 27. Juli 1996 verübte Rudolph während der Olympischen Sommerspiele in Atlanta ein Bombenattentat, bei dem zwei Menschen starben und 111 weitere verletzt wurden. Nach eigenem Bekenntnis war sein Motiv Hass auf das „Regime“ in Washington, D.C. Das FBI stufte den Anschlag als einen terroristischen Angriff ein.
Dieser Anschlag wurde zunächst fälschlicherweise dem Wachmann Richard Jewell zur Last gelegt mit dem Verdacht, er habe sich durch das Entdecken der Bombe, die er selbst gelegt habe, und die von ihm eingeleitete Evakuierung einen Namen machen wollen. Jewell wurde später rehabilitiert.

### Anschläge auf Homosexuellenclubs und Abtreibungskliniken
Rudolph war in der Lebensrechtsbewegung aktiv. Er war verantwortlich für eine Serie von Bombenanschlägen Ende der 1990er Jahre in den Bundesstaaten Alabama und Georgia, die gegen Abtreibungen und Homosexuelle gerichtet waren. Am 16. Januar 1997 zündete er zwei Bomben in einer Abtreibungsklinik nördlich von Atlanta, einen Monat später (21. Februar) wieder zwei Bomben in einer Bar mit schwul-lesbischem Publikum, ebenfalls in Atlanta. Vier Personen wurden verletzt. Bei seinem Bombenanschlag auf eine gynäkologische Klinik in Birmingham (Alabama) am 29. Januar 1998 starb ein Wachmann, eine Krankenschwester wurde schwer verletzt und verlor ein Auge. Am 13. April 2005 gestand Rudolph auch diesen Anschlag. 1998 übernahm er im Namen der Terrororganisation Army of God, die auch seine Internetpräsenz auf ihrer Website hostete, die Verantwortung für diese Anschläge und rechtfertigte sie als Vergeltung für die missglückte Erstürmung der Ranch der Branch Davidians in Waco, Texas, durch Bundesbehörden im Jahre 1993, bei der 82 Mitglieder zu Tode kamen. Sein Brief endete mit der Parole: „Tod der Neuen Weltordnung“.

## Flucht und Haft
Nach dem Anschlag auf eine Abtreibungsklinik in Birmingham wurde er zunächst als Zeuge gesucht, nachdem man seinen grauen Pick-up der Marke Nissan wiedererkannt hatte. Am 5. Mai 1998 wurde er in die FBI-Liste der zehn meistgesuchten Straftäter aufgenommen. Eine Belohnung von einer Million US-Dollar wurde ausgesetzt. Im Oktober 1998 erhob Justizministerin Janet Reno Anklage gegen ihn auch wegen der drei Bombenanschläge von Atlanta. Daraufhin versteckte er sich viereinhalb Jahre lang in Höhlen und ehemaligen Bergwerken des Nantahala National Forest in North Carolina. Die Suche nach ihm soll insgesamt 24 Millionen Dollar gekostet haben. Am 31. Mai 2003 wurde er in Murphy, North Carolina, verhaftet, ohne Widerstand zu leisten. Dort fand man auch eine Anleitung zum Bombenbau. Eine Nähe zur Christian-Identity-Bewegung ließ sich während der Ermittlungen nicht nachweisen. Am 8. April 2005 wurde er zu viermal lebenslanger Freiheitsstrafe verurteilt. Um der Todesstrafe zu entgehen, half er dem FBI, den Sprengstoff, den er in den Wäldern versteckt gehalten hatte, aufzufinden. Zudem legte er ein umfassendes Geständnis als Teil der Abmachung ab, die seine Verteidigerin Judy Clarke erreicht hatte.
Nach seiner Verurteilung verbüßt Rudolph seine Strafhaft im Bundesgefängnis ADX Florence. Überlebende Opfer seiner Anschläge beklagten sich 2007 darüber, von Rudolph selbst noch aus dem Hochsicherheitsgefängnis verhöhnt zu werden.